# Tiffany Haddish
Tiffany Haddish, née le 3 décembre 1979 à Los Angeles, Californie (États-Unis) est une actrice, humoriste, scénariste et productrice américano-érythréenne.
Elle débute par le stand-up et la télévision, en apparaissant dans diverses séries télévisées, avant de décrocher des rôles réguliers dans le soap opera If Loving You Is Wrong (2014-2015) et la sitcom The Carmichael Show (2015-2017). Elle est révélée au grand public par le film à succès Girls Trip (2017). Considérée comme la révélation du film, ce rôle lui vaut de nombreux prix et nominations. Dès lors, elle est propulsée vedette de comédies et confirme dans ce registre en remportant le Primetime Emmy Award de la meilleure actrice invitée dans une série télévisée comique pour sa participation à Saturday Night Live. Tout en jouant dans des longs métrages tels que Back to School (2018), The Oath (2018), Pas si folle (2018), Les Baronnes (2019), Like a Boss (2020) ou encore Un talent en or massif (2022).

## Biographie

### Jeunesse et formation
Tiffany Haddish est née d'une mère afro-américaine et d'un père réfugié érythréen,. Elle n'a que 3 ans lorsque son père quitte le domicile conjugal. Par la suite, elle n'a aucune relation avec lui et finit par le rencontrer grâce à son ex-mari détective.
Quand Tiffany avait neuf ans, sa mère s'est retrouvé impliquée dans un accident de voiture qui déclenche alors sa schizophrénie. Elle n'a que douze ans lorsque sa mère perd la garde exclusive des enfants, Haddish et ses quatre frères et sœurs sont placés en famille d'accueil. Ils vécurent dans trois foyers différents avant que leur grand mère réussisse à obtenir leur garde.  
De cette enfance difficile résulte un suivi par une assistante sociale qui lui propose alors d'entamer une thérapie ou de s'inscrire au Laugh Factory Comedy Camp, un stage pour apprendre à jouer la comédie. 
Elle est ensuite diplômée de la El Camion Real High School.
Avant de commencer sa carrière, elle a vécu un temps dans sa voiture.

### Seconds rôles, stand-up et télévision

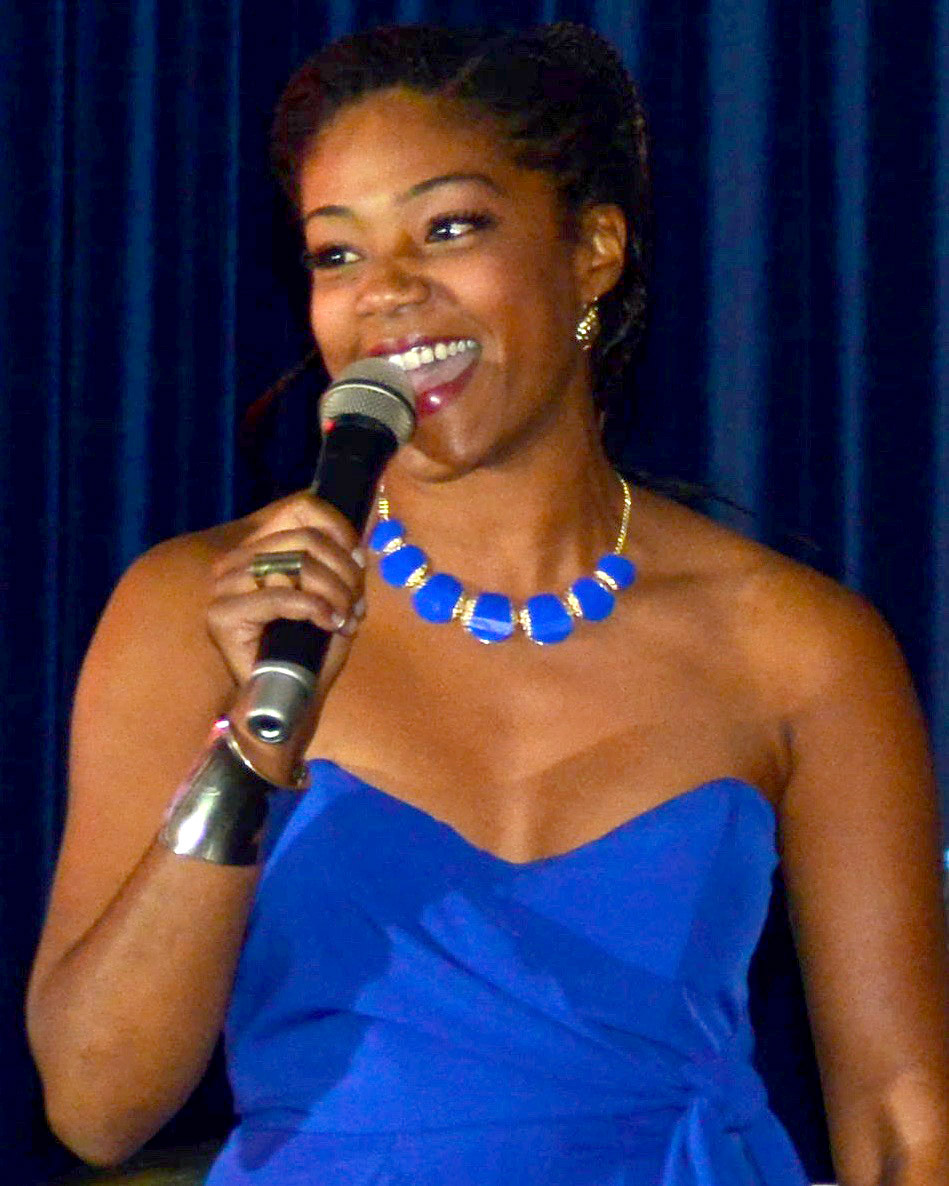
Haddish en spectacle à la base aérienne d'Incirlik, Turquie en 2013

Elle commence sa carrière de comédienne en 2005. Elle distille son humour en décrochant des petits rôles dans des films et des sitcoms et en passant par le Def Comedy Jam, en 2008. Ce club a notamment signé les débuts de Chris Rock et Dave Chappelle. 
Entre 2013 et 2014, elle participe à une poignée d'épisodes de l'émission de téléréalité de Kevin Hart, Real Husbands of Hollywood. Les deux comédiens se sont rencontrés quand ils jouaient à la Laugh Factory. C'est d'ailleurs ce dernier qui l'a aidé financièrement lorsque l'actrice était encore sans domicile fixe. 
Après avoir été invitée à jouer dans plusieurs séries télévisées, elle se fait connaître comme Jackie lors de la première saison de If Loving You Is Wrong de 2014 à 2015. Il s'agit d'un soap opera créé et produit par Tyler Perry. 
Par la suite, de 2015 à 2017, elle joue Nekeisha Williams, l'un des premiers rôles de la sitcom de NBC, The Carmichael Show. Un show qui s'inspire de la vie personnelle du héros incarné par Jerrod Carmichael.

### Révélation comique, cinéma et production

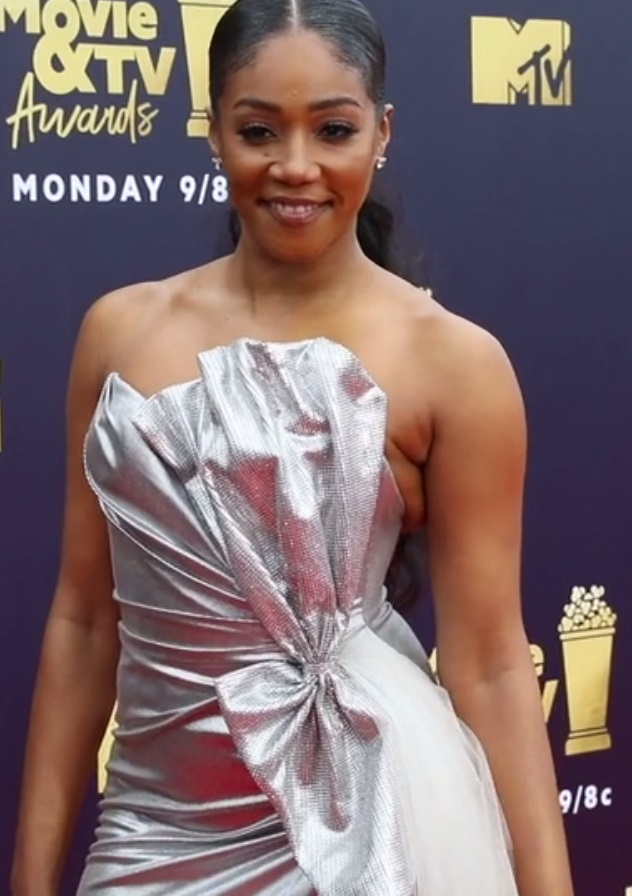
Lors de l'édition 2018 des MTV Movie & TV Awards.

Après être apparue dans le film comique Keanu en 2016, elle fait sa percée cinématographique avec le personnage de Dina dans le film Girls Trip en 2017, pour lequel elle a été acclamée par la critique. Aux États-Unis, le film dépasse les 100 millions de dollars de recettes, ce qui en fait la seule comédie de l'année 2017 à avoir fait un tel score,. Qui plus est, il s'agit du premier film entièrement afro-américain, écrit, produit, réalisé et joué par des acteurs noirs, à récolter autant d'argent aux Etats-Unis en dépassant ce seuil. La même année, elle participe à un clip vidéo de Jay-Z, pour la chanson Moonlight, un clin d’œil à la série culte Friends. 
Girls Trip lui vaut de nombreux prix et citations lors de cérémonie de remises de prix. L'actrice remporte notamment le New York Film Critics Circle de la meilleure actrice dans un second rôle et livre un discours de 18 minutes entre émotions et rires. Le 5 décembre 2017, elle sort son autobiographie intitulée The Last Black Unicorn.  
En 2017, elle est aussi à la vedette de son propre one-woman show Tiffany Haddish : She Ready from The Hood to Hollywood distribué par la plateforme Netflix.   
En 2018, elle est élue Star de demain par l'organisation National Association of Theatre Owners. 
Forte de ce succès, elle devint la première actrice afro-américaine à présenter l'émission de variété populaire Saturday Night Live, ce qui lui vaut de remporter le Primetime Emmy Award de la meilleure actrice invitée dans une série télévisée comique. La même année, elle présente les MTV Movie & TV Awards 2018 et remporte le prix de la meilleure performance comique. Elle assure aussi l'animation de son premier gala Juste pour rire. 
Cette année-là, au cinéma, elle est à l'affiche de plusieurs longs métrages : la comédie afro-américaine à petit budget All Between Us, dans lequel elle est l'une des têtes d'affiche et elle est aussi un second rôle de la comédie sportive Uncle Drew avec Lil Rel Howery et Kyrie Irving. Mais surtout, elle défend trois projets en tant que vedette : la comédie d'action The Oath aux côtés d'Ike Barinholtz, la comédie romantique Pas si folle de Tyler Perry avec Tika Sumpter et enfin, elle forme un tandem comique avec Kevin Hart pour Back to School de Malcolm D. Lee. 

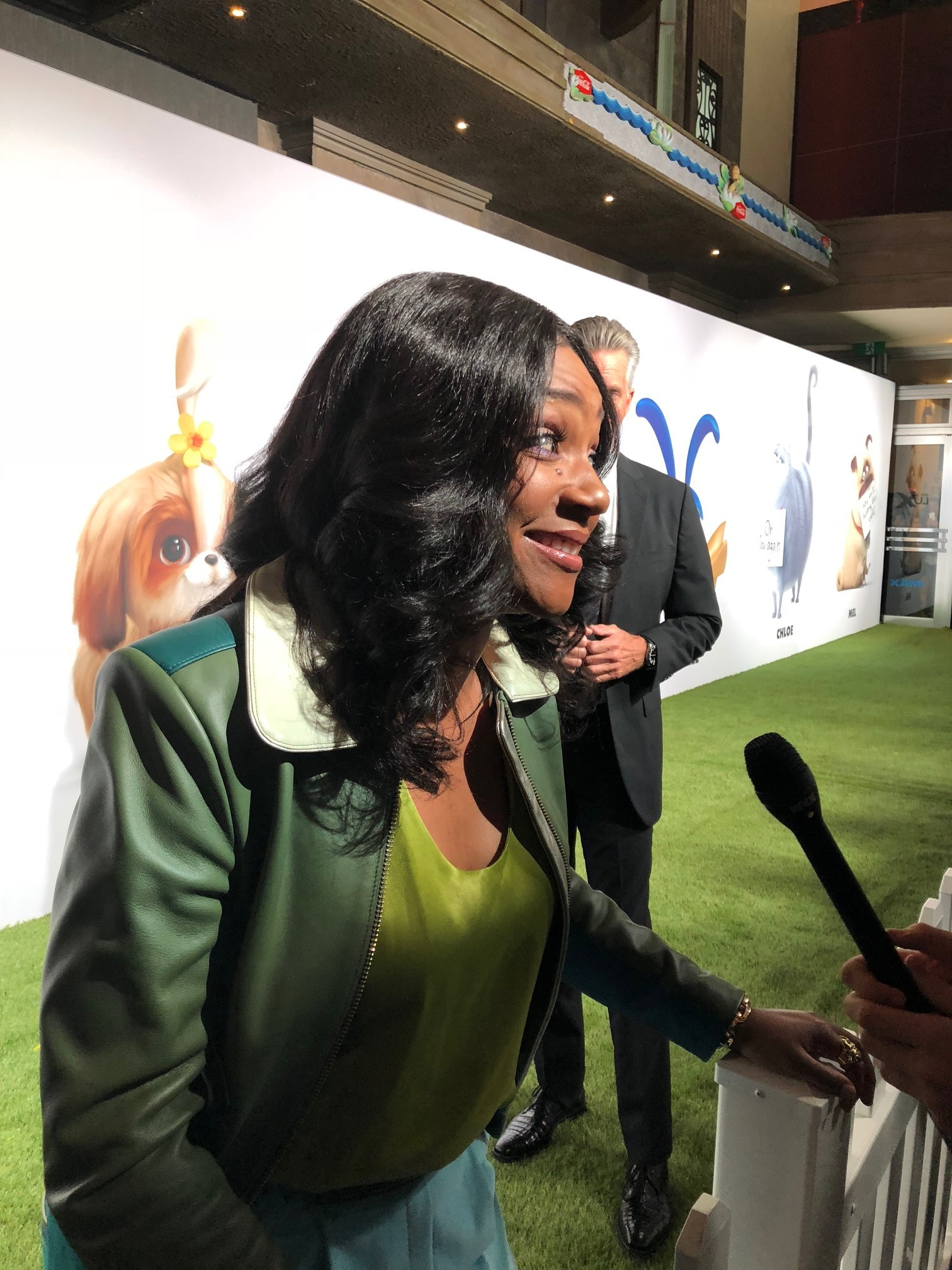
Lors de l'avant-première australienne du film d'animation Comme des bêtes 2, en 2019 à Sydney.

En 2019, elle prête sa voix au personnage de Queen Watevra Wa-Nabi dans le long métrage d'animation à succès La Grande Aventure Lego 2. Familiarisée avec la pratique du doublage, elle prête aussi sa voix à l'un des personnages du film Comme des bêtes 2, qui obtient des critiques positives, tout en accumulant 400 millions de dollars de recettes,,. Elle confirme et séduit avec un nouveau one-woman show, Black Mitzvah toujours en partenariat avec Netflix. Elle reste aussi fidèle au doublage avec Angry Birds : Copains comme cochons et elle est à l'affiche du thriller Les Baronnes, une adaptation d'un comic book qui suit les aventures d'un groupe de femmes de mafieux. Réalisé par Andrea Berloff, elle y partage la vedette aux côtés de Melissa McCarthy et Elisabeth Moss.
L'année suivante, elle joue aux côtés d'Octavia Spencer et Carmen Ejogo dans la mini-série de la plateforme Netflix qui rencontre le succès, Self Made. Il s’agit de l’adaptation de la biographie On Her Own Ground d’A'Lelia Bundles (2001) relatant la carrière de sa grand-mère Madam C.J. Walker (1867-1919), première femme d'affaires afro-américaine à devenir millionnaire par elle-même. Puis, la même année, elle rejoint Billy Crystal dans la comédie indépendante Here Today pour laquelle elle poursuit son travail de productrice et elle collabore avec Paul Schrader dans The Card Counter qui s’intéresse à l'addiction au poker.

#### Retour au 1er plan (2022-présent)
En 2022, elle est à l'affiche du film Un talent en or massif, ayant pour co-vedettes Nicolas Cage, Pedro Pascal, Demi Moore et Neil Patrick Harris, qui sort le 20 avril 2022 en France.

## Filmographie

### Cinéma

#### Courts métrages
- 2010 : Wax On, Fuck Off de Todd Holland : La prostituée

#### Longs métrages
- 2005 : The Urban Demographic de Theron K. Cal : Janice Green
- 2008 : Spartatouille de Jason Friedberg et Aaron Seltzer : Urban Girl
- 2009 : The Janky Promoters de Marcus Raboy : Michelle
- 2011 : Driving by Braille de Kristina Lloyd : Drum Major (non créditée)
- 2012 : What My Husband Doesn't Know de David E. Talbert : Falana (vidéofilm)
- 2013 : A Christmas Wedding de Tyler Maddox : Aurora
- 2014 : 4Play de Paul D. Hannah : une actrice
- 2014 : Patters of Attraction de Grayson Stroud : Sandra Lewis
- 2014 : Wishes de Tyler Maddox : Jeanie
- 2014 : School Dance de Nick Cannon : Trina
- 2016 : Keanu de Peter Atencio : Hi-C
- 2017 : Girls Trip de Malcolm D. Lee : Dina
- 2017 : Boosters de Melanie Comarcho : Debra
- 2018 : All Between Us de Jamie Jones : Mishawn
- 2018 : Uncle Drew de Charles Stone III : Jess
- 2018 : The Oath d’Ike Barinholtz : Kai (également productrice exécutive)
- 2018 : Back to School de Malcolm D. Lee : Carrie
- 2018 : Pas si folle (Nobody’s Fool) de Tyler Perry : Tanya
- 2019 : Les Baronnes (The Kitchen) d’Andrea Berloff : Ruby O'Carroll
- 2019 : Entre deux fougères: Le film de Scott Aukerman : elle-même
- 2020 : Like a Boss de Miguel Arteta : Mia (également productrice exécutive)
- 2020 : Here Today de Billy Crystal : Emma Payge (également productrice)
- 2021 : The Card Counter de Paul Schrader : La Linda
- 2021 : Bad Trip de Kitao Sakurai : Trina
- 2021 : Un talent en or massif (The Unbearable Weight of Massive Talent) de Tom Gormican : Vivian
- 2023 : Le Manoir Hanté de Justin Simien : Harriet
- 2023 : Back on the Strip de Chris Spencer : Verna
- 2024 : Bad Boys: Ride or Die d'Adil El Arbi et Bilall Fallah : Tabitha

#### Films d'animation
- 2019 : La Grande Aventure Lego 2 (The Lego Movie 2: The Second Part) de Mike Mitchell et Trisha Gum : la Reine Whatevra Wanabi (voix)
- 2019 : Comme des bêtes 2 de Chris Renaud et Jonathan del Val : Daisy (voix)
- 2019 : Angry Birds : Copains comme cochons de Thurop Van Orman : Debbie (voix)

### Télévision

#### Téléfilms
- 2008 : Racing for Time de Charles S. Dutton : Denise
- 2012 : Honk If You're an LA Douchebag de Chris Ferrantino : Les Holmes
- 2015 : Stunted de Brit McAdams : Teri
- 2015 : Faux Show de Scotch Ellis Loring : Felicity
- 2017 : Mad Families de Fred Wolf : Keko
- 2019 : Kevin Hart's Guide to Black History de Tom Stern : Mae Jemison (adulte)

#### Séries télévisées
- 2005 : Phénomène Raven : Charlotte (1 épisode)
- 2006 : Earl : Robin (1 épisode)
- 2006 : Philadelphia : Strip-teaseuse (1 épisode)
- 2006 : The Underground : rôle non communiqué (1 épisode)
- 2007 : Jordan : Diamond (1 épisode)
- 2008 : The McCaingels : La mariée (1 épisode)
- 2009 : In the Motherhood : Teddy (1 épisode)
- 2009 : Secret Girlfriends : Collègue de Jessica (1 épisode)
- 2013 - 2014 : Real Husbands of Hollywood : Tiffany (rôle récurrent - 7 épisodes)
- 2014 : New Girl : Leslie (1 épisode)
- 2014 - 2015 : If Loving You Is Wrong : Jackie (rôle récurrent - 14 épisodes)
- 2015 - 2017 : The Carmichael Show : Nekeisha (rôle principal - 32 épisodes)
- 2017 : Animal Nation with Anthony Anderson : Tina (6 épisodes)
- 2018 : 1, rue Sésame : Dr. Birdwhistle (1 épisode)
- 2018 - 2020 : The Last O.G. (en) : Shannon 'Shay' Birkeland (29 épisodes)
- 2019 : Gay of Thrones : Elle-même (1 épisode)
- 2020 : Self Made : Lelia (mini-série, 4 épisodes)
- 2020 : Fraggle Rock: Tous en chœur ! : Elle-même (1 épisode)
- 2022 : The Afterparty : Lieutenant Danner (rôle principal - 8 épisodes)

#### Séries d'animation
- 2014 : TripTank : Delsyia (voix, 3 épisodes)
- 2016 - 2017 : Legends of Chamberlain Heights (en) : Cindy (voix, rôle principal - 18 épisodes)

- 2019 : Hot Ones : Queen Waterva Wa'Nabi (voix, 1 épisode)
- 2019 : Bob's Burgers : Patricia (voix, 1 épisode)
- 2019 : Tuca & Bertie : Tuca (voix, rôle principal - 20 épisodes - également productrice exécutive de 10 épisodes)
- 2020 : The Freak Brothers : Kitty (voix, 1 épisode)
- 2020 : Solar Opposites : L'ordinateur (voix, 1 épisode)

#### Jeux vidéo
- 2009 : Terminator Salvation : Soldat de la résistance (voix)

#### Clips vidéo
- 2017 : Moonlight de Jay-Z
- 2018 : Nice for What de Drake
- 2019 : Dripeesha de Todrick Hall

### En tant que scénariste
- 2006 : Who's Got Jokes ? (émission de télévision, 1 épisode)
- 2008 : Def Comedy James (émission de télévision, 1 épisode)
- 2010 - 2018 : Laugh Factory (émission de télévision, 14 épisodes)
- 2012 : Russell Simmons Presents: The Ruckus (émission de télévision, 1 épisode)
- 2014 : #SayWhat?! (émission de télévision, 1 épisode)
- 2017 : Tiffany Haddish: She Ready! From the Hood to Hollywood (téléfilm documentaire -également productrice)
- 2019 : Tiffany Haddish: Black Mitzvah (stand-up - également productrice)

### En tant que productrice
- 2019 : Tiffany Haddish Presents: They Ready (créatrice d'une émission de télévision sur le stand-up - 6 épisodes)
- 2020 : Les Marque-pages

## Distinctions
Sauf indication contraire ou complémentaire, les informations mentionnées dans cette section proviennent de la base de données IMDb.

### Récompenses
- African-American Film Critics Association 2017 : Meilleure actrice dans un second rôle pour Girls Trip
- All Def Movie Awards 2017 : Meilleure actrice dans un second rôle pour Girls Trip
- New York Film Critics Circle 2017 : Meilleure actrice dans un second rôle pour Girls Trip
- BET Awards 2018 :
  - meilleure actrice pour The Last O.G.
  - meilleure actrice pour The Carmichael Show
  - meilleure actrice pour Girls Trip
- Black Reel Awards 2018 : 
  - Meilleure actrice dans un second rôle pour Girls Trip
  - Meilleure révélation féminine pour Girls Trip
- Black Reel Awards for Television 2018 : meilleure actrice invitée dans une série télévisée comique pour Saturday Night Live
- CinemaCon 2018 : Star de demain
- Essence Black Women in Hollywood 2018 : prix d'honneur
- Gold Derby Awards 2018 : Révélation de l'année
- MTV Movie & TV Awards 2018 : meilleure performance comique pour Girls Trip
- NAACP Image Awards 2018 : 
  - Meilleure actrice dans un second rôle pour Girls Trip
  - Meilleure performance vocale pour Legends of Chamberlain Heights
- Online Film & Television Association 2018 : Meilleure révélation féminine pour Girls Trip
- 70e cérémonie des Primetime Emmy Awards 2018 : meilleure actrice invitée dans une série télévisée comique pour Saturday Night Live

### Nominations
- Chicago Independent Film Critics Circle Awards 2017 : Meilleure actrice dans un second rôle pour Girls Trip
- Detroit Film Critics Society 2017 : 
  - Meilleure actrice dans un second rôle pour Girls Trip
  - Révélation de l'année pour Girls Trip
- Indiewire Critics' Poll 2017 : Meilleure actrice dans un second rôle pour Girls Trip
- Los Angeles Online Film Critics Society Awards 2017 : Meilleure actrice dans un second rôle pour Girls Trip
- Online Film Critics Society 2017 : 
  - Meilleure actrice dans un second rôle pour Girls Trip
  - Révélation de l'année pour Girls Trip
- Phoenix Film Critics Society 2017 : Révélation de l'année pour Girls Trip
- Seattle Film Critics Association 2017 : Meilleure actrice dans un second rôle pour Girls Trip
- Village Voice Film Poll 2017 : Meilleure actrice dans un second rôle pour Girls Trip
- Washington DC Area Film Critics Association 2017 : Meilleure actrice dans un second rôle pour Girls Trip
- Women Film Critics Circle 2017 : Meilleure actrice comique pour Girls Trip
- Alliance of Women Film Journalists 2018 : Révélation de l'année pour Girls Trip
- Black Reel Awards for Television 2018 : meilleure actrice dans une série télévisée comique pour The Last O.G.
- Critics' Choice Movie Awards 2018 :
  - Meilleure actrice dans un second rôle pour Girls Trip
  - Meilleure actrice dans un film comique pour Girls Trip
- Empire Awards 2018 : Meilleure actrice pour Girls Trip
- Gay and Lesbian Entertainment Critics Association 2018 : 
  - Meilleure actrice dans un second rôle pour Girls Trip
  - Révélation de l'année pour Girls Trip
- Georgia Film Critics Association 2018 : 
  - Meilleure actrice dans un second rôle pour Girls Trip
  - Révélation de l'année pour Girls Trip
- Gold Derby Awards 2018 : 
  - Meilleure actrice dans un second rôle pour Girls Trip
  - Révélation de l'année pour Girls Trip
  - meilleure actrice invitée dans une série télévisée comique pour Saturday Night Live
- Legionnaires of Laughter Legacy Awards 2018 : meilleur stand up féminin
- MTV Movie & TV Awards 2018 : voleuse de vedette pour Girls Trip
- North Caroline Film Critics Association 2018 : Meilleure actrice dans un second rôle pour Girls Trip
- BET Awards 2019 : meilleure actrice pour The Last O.G.
- Black Reel Awards for Television 2019 : meilleure actrice dans une série télévisée comique pour The Last O.G.
- Grammy Awards 2019 : Best Spoken Word Album pour The Last Black Unicorn
- People's Choice Awards 2019 :
  - meilleure actrice dans une série télévisée comique pour The Last O.G.
  - meilleur doublage dans un film pour Comme des bêtes 2
- Teen Choice Awards 2019 : meilleure actrice dans un film comique pour Back to School
- Chicago Independent Film Critics Circle Awards 2020 : meilleure musique pour Not Evil dans La Grande Aventure Lego 2, nomination partagée avec Jonathan Lajoie
- Kids' Choice Awards 2020 : meilleure performance de doublage féminin dans un film d'animation pour La Grande Aventure Lego 2 et Comme des bêtes 2